# Dictyotales
A Dictyotales (a görög δικτυοτος, hálós szóból) a barnamoszatok (Phaeophyceae) osztályának nagy rendje, egyetlen családja a Dictyotaceae. A rend tagjai általában melegebb éghajlatú (trópusi-szubtrópusi) vizekben élnek más barnamoszatoknál, a trópusi-szubtrópusi vizekben a legeltetés elleni kémiai védekezési módszereik révén gyakoribbak. Izomorf haplodiploid életciklusúak egy apikális sejt hatására történő vegetatív növekedéssel. Egy nemzetségük, a Padina az egyetlen ismert meszes barnamoszat.

## Biológia

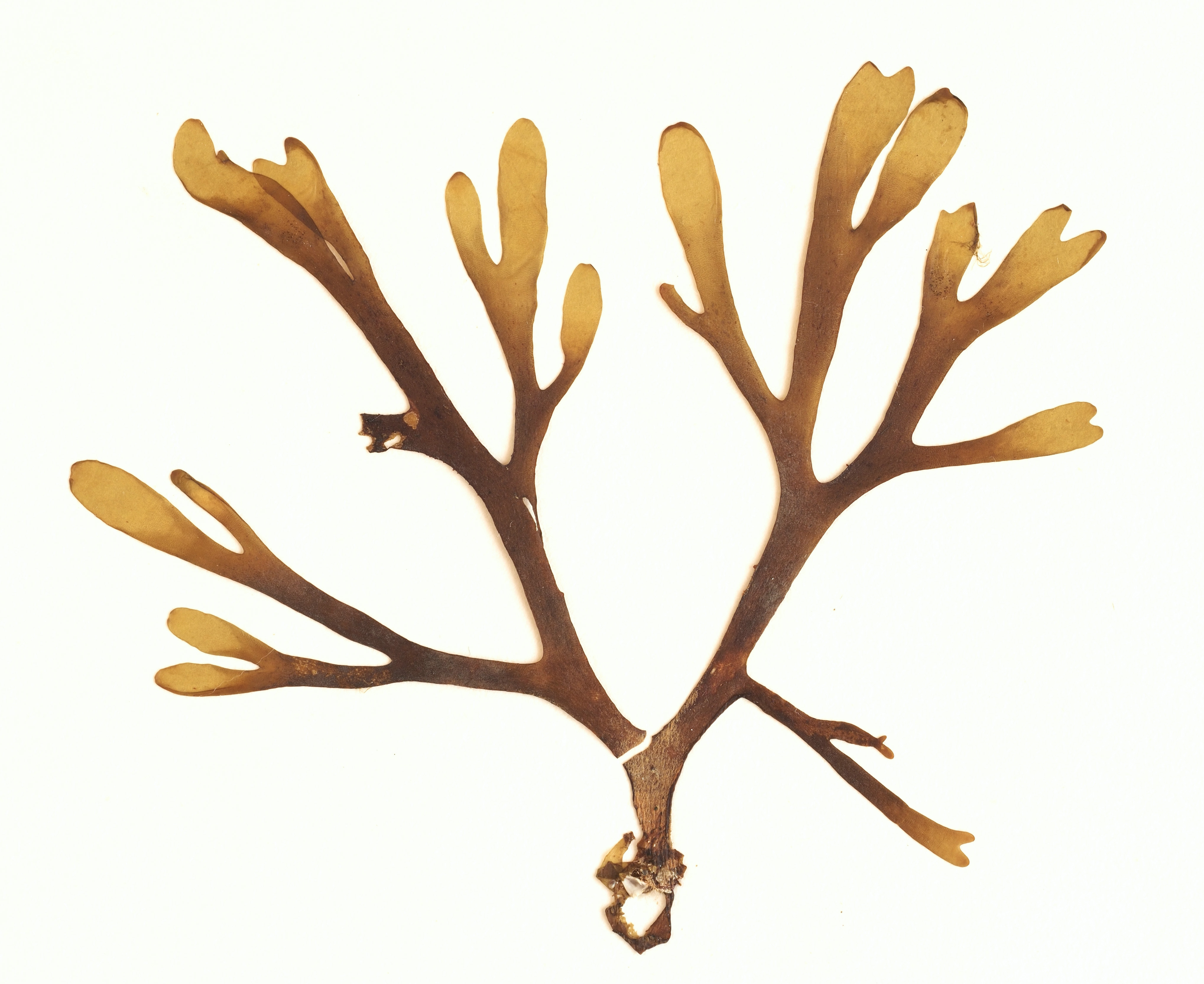
Dictyota dichotoma, Galicia, Spanyolország

A Dictyotales a többsejtű, fotoszintetikus, szövetesen differenciált hajtásokkal rendelkező barnamoszatok (Phaeophyceae) egyik rendje. Általános jellemzőik vizsgálatára használt referenciaszervezetük a Dictyota dichotoma.

### Vegetatív növekedés
Hajtásai laposak, parenchimásak. Növekedésük apikális: a vegetatív lapos hajtást egy apikális sejt alakítja ki mitózissal. Az érett hajtás 3 rétegű, két sok pirenoid nélküli kloroplasztisszal rendelkező kis sejtekből álló réteg közt egy kloroplasztisz nélküli nagy sejtekből álló középső réteggel. Egyes fajok kékeszölden irizálnak a vízben. Egyes Dictyopteris- és Spatoglossum-fajok igen savas (pH 0,5–0,9) vakuólumokkal rendelkeznek.

### Életciklus és szaporodás

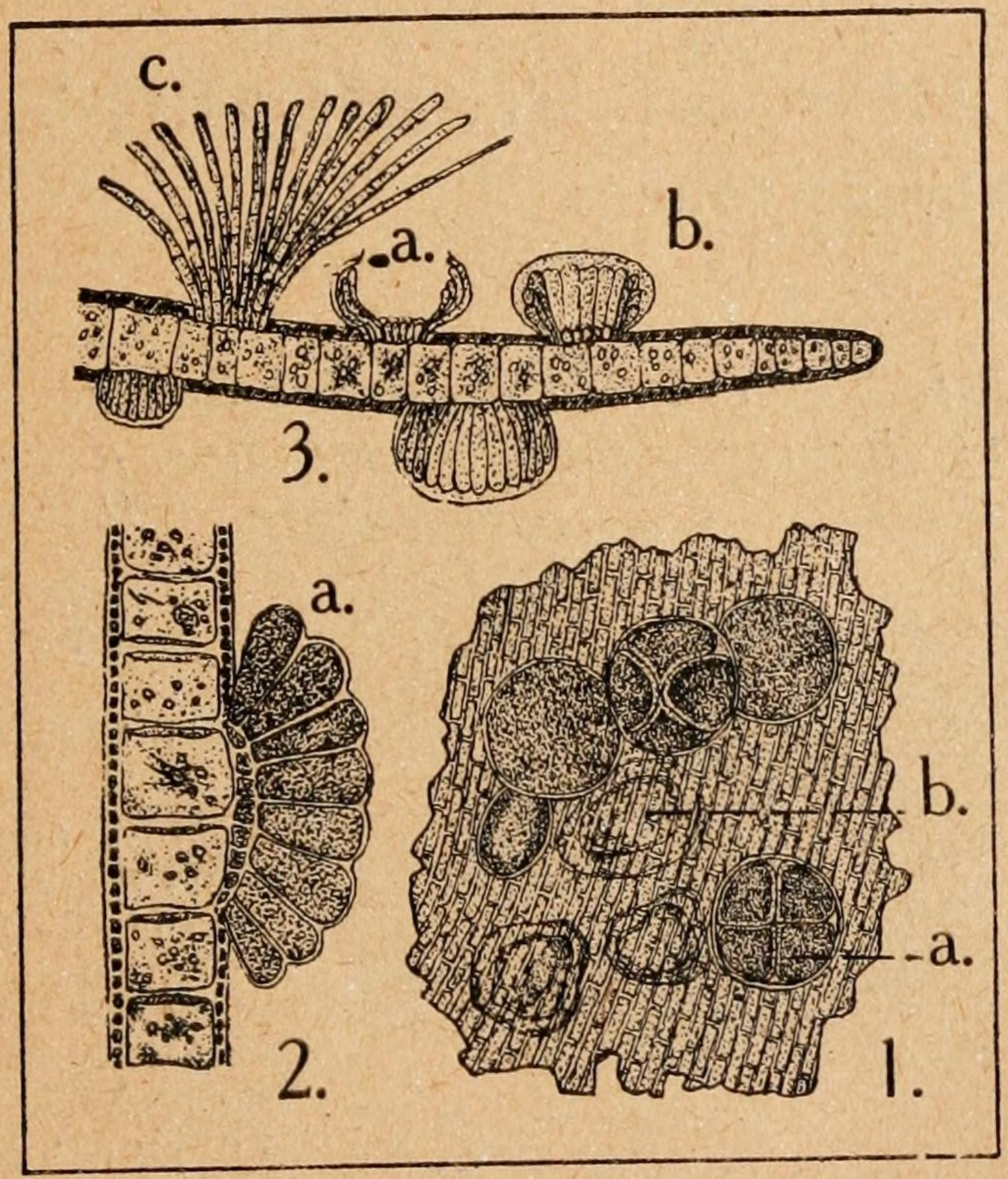
Dictyota dichotoma-hajtás. 1: Tetraspórangiumok felülnézetből, 2. oogóniumok keresztmetszete, 3. anterídiumok keresztmetszete.

A Dictyotales sok más barnamoszathoz hasonlóan izomorf nemzedékváltakozást mutat: a haploid gametofiton és a meiózissal spórákat kialakító diploid sporofiton hasonló alakúak és szerkezetűek. Felszíni sejtekből fejlődő ivarszerveiket (női: oogónium, hím: anterídium) spóratartó csoportokban alakítják ki. Szaporodásuk oogám, kis, mozgó hímivarsejttel és nagy mozdulatlan petesejttel.
- A sötétbarna női csoport általában 25–50 oogóniumot tartalmaz, szélén steril oogóniumokkal. Kialakulásához egy felszíni sejt tönksejtre és az oogóniumra osztódik. Az oogóniumok 1 faluk zselés csúcsán távozó petesejtet termelnek.[3]
- A fehér foltokra hasonlító hím csoportokat nyújtott steril sejtek, fejletlen anterídiumok veszik körül. Ezek korán felismerhetők fejlődésükben kloroplasztiszaik lebomlásáról. Az anterídiumfejlődéshez a felszíni sejtek megnőnek és vízszintesen és függőlegesen osztódnak 650–1500, egy hímivarsejtet termelő részre (locula). E sejtek körte alakúak, elöl szemfolttal, oldalt egy ostorral, de két alapi testük van, kétostorú ősre utalva. Az anterídiumból a fal feloldódásával távoznak.[3]

A petesejt diktiotént termel a hímivarsejt vonzásához. Az ivarsejtek megtermékenyülésekor a keletkező zigóta a sporofiton generációt alakítja ki. Felszínükön módosult sporangiumokból általában meiózissal 4 ostor nélküli haploid aplanospóra keletkezik, de néhány nemzetség, (például Lobophora, Zonaria) 8 spórát alakít ki, míg az Exallosorus spórái ostorosak, ezek feltehetően ősi jellegek. A csupasz spórák a sporangium zselés csúcsán át távoznak, majd cellulóz sejtfaluk jön létre és gametofitonná válnak.

## Ökológia

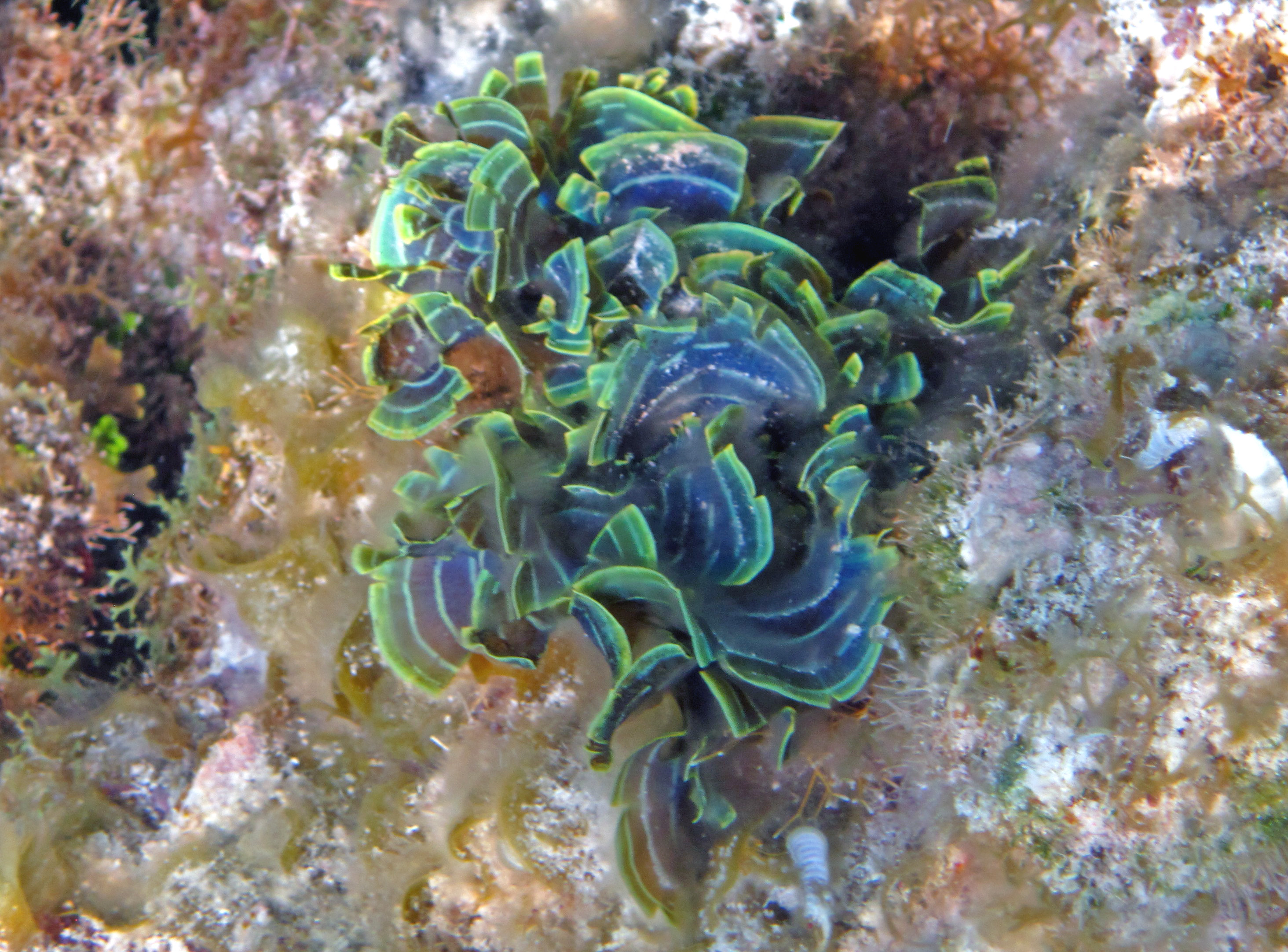
Padina boergesenii, San Salvador-sziget, Bahama-szigetek

A Dictyotales leggyakoribb a trópusi és szubtrópusi vizekben, de megtalálhatók mérsékelt övezeti területeken is. Egyike a kevés barnamoszatrendnek, melyek fajai a trópusi és mérsékelt övezeti flórák jelentős, akár domináns részei lehetnek. Ökológiai sikerük oka lehet az algivorok eltérítése az erős algaevőnyomással rendelkező területeken, így sok partmenti ökoszisztémában a korallokkal és más szesszilis bentikus élettel versengenek. Egyes fajai, például a Dictyota nemzetségből, terpenoidokat (például pachidiktiolt) termelnek, eltérítve növényevő felemáslábú rákokat, tengerisünöket és halakat. A Lobophora variegata loboforolidot termel, ez kis mennyiségben aktív patogén és szaprofita tengeri gombák ellen.
A Dictyota a bentosz biomasszájának 70%-át adja a Florida Keys-i zátonyrendszerben. Az alga sikerét részben az „élő és élettelen zavaró tényezőkből” keletkező töredékekből való ivartalan szaporodásra való képessége adja.
A Dictyotales tagja  barnamoszatok egyetlen meszes nemzetsége, a Padina. Peremén olyan apikális sejtekből álló rétegek vannak, melyek szőrei aragonitnukleációt lehetővé tevő mikrokörnyezetet adnak az áramlástól való izoláció esetén.

## Csoportosítás
Eleinte olyan jellemzők alapján különböztették meg tagjait, mint például elágazásaik távolsága és szöge, a kéreg- és velősejtek mérete, a fogak jelenléte vagy hiánya és az ivarszervek mérete.
A Dictyotales rend egyetlen családja a Dictyotaceae, ezeket Jean Vincent Félix Lamouroux írta le, később Barthélemy Charles Joseph Dumortier belga botanikus közölte először érvényesen 1822-ben. Eredetileg két monotipikus családja volt, ezek a Hugh Bryan Spencer Womersley által 1987-ben leírt Scoresbyellaceae és a Bruce M. Allender által 1980-ban leírt Dictyotopsidaceae. 2008-as filogenetikai elemzések kimutatták, hogy ezek mind a Dictyotaceae családban ágaznak el, így szinonimák lettek.
A barnamoszat-filogenetika 2014-ben közölt változata 19 nemzetséget különböztet meg a Dictyotalesben 7 szinonima mellett.
- Canistrocarpus De Paula et De Clerck in De Clerck et al., 2006
- Chlanidophora J. Agardh, 1894
- Dictyopteris J.V. Lamouroux, 1809 nom. cons.
- Dictyota J.V. Lamouroux, 1809 nom. cons. [= Dilophus J. Agardh, 1882 = Glossophora J. Agardh, 1882 = Glossophorella Nizamuddin & Campbell, 1995 = Pachydictyon J. Agardh, 1894]
- Dictyotopsis Troll, 1931
- Distromium Levring, 1940
- Exallosorus J. A. Phillips, 1997
- Herringtonia Kraft, 2009
- Homoeostrichus J. Agardh, 1894
- Lobophora J. Agardh, 1894 [= Pocockiella Papenfuss, 1943]
- Lobospira Areschoug, 1854
- Newhousia Kraft, G.W. Saunders, Abbott & Haroun, 2004
- Padina Adanson, 1763 [= Dictyerpa Collins et Harvey in Collins, 1901 = Vaughaniella Børgesen, 1950]
- Padinopsis Ercegovic, 1955
- Rugulopteryx De Paula & De Clerck in De Clerck et al., 2006
- Scoresbyella Womersley, 1987
- Spatoglossum Kützing, 1843
- Stoechospermum Kützing, 1843
- Stypopodium Kützing, 1843
- Taonia J. Agardh, 1848
- Zonaria C. Agardh, 1817

## Fordítás
Ez a szócikk részben vagy egészben  a   Dictyotales című angol Wikipédia-szócikk ezen változatának fordításán alapul.  Az eredeti cikk szerkesztőit annak laptörténete sorolja fel. Ez a jelzés csupán a megfogalmazás eredetét és a szerzői jogokat jelzi, nem szolgál a cikkben szereplő információk forrásmegjelöléseként.